# فهد القصبي
فهد القصبي (23 سبتمبر 1982 -)، ممثل سعودي، ظهر لفترة في التلفزيون خلال مسلسل طاش ما طاش عام 2000 ومسلسل درب المحبة لكنه اعتزل بعد ذلك، وهو شقيق الفنان الكوميدي ناصر القصبي.

## أعماله
- مسلسل درب المحبة.
- مسلسل طاش ما طاش.

## وصلات خارجية
- فهد القصبي على موقع قاعدة بيانات الأفلام العربية